# パンチ (文房具)

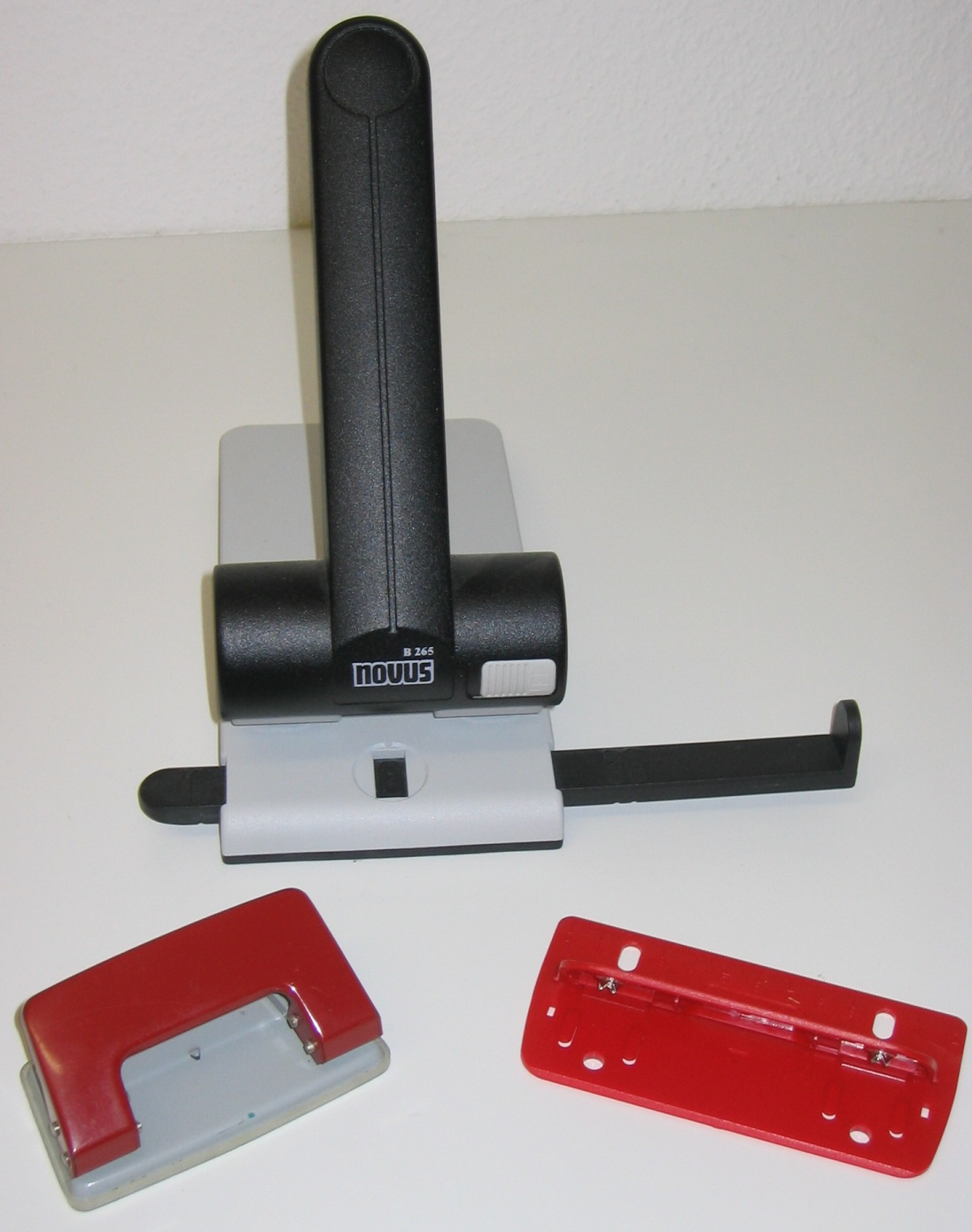
様々な大きさのパンチ

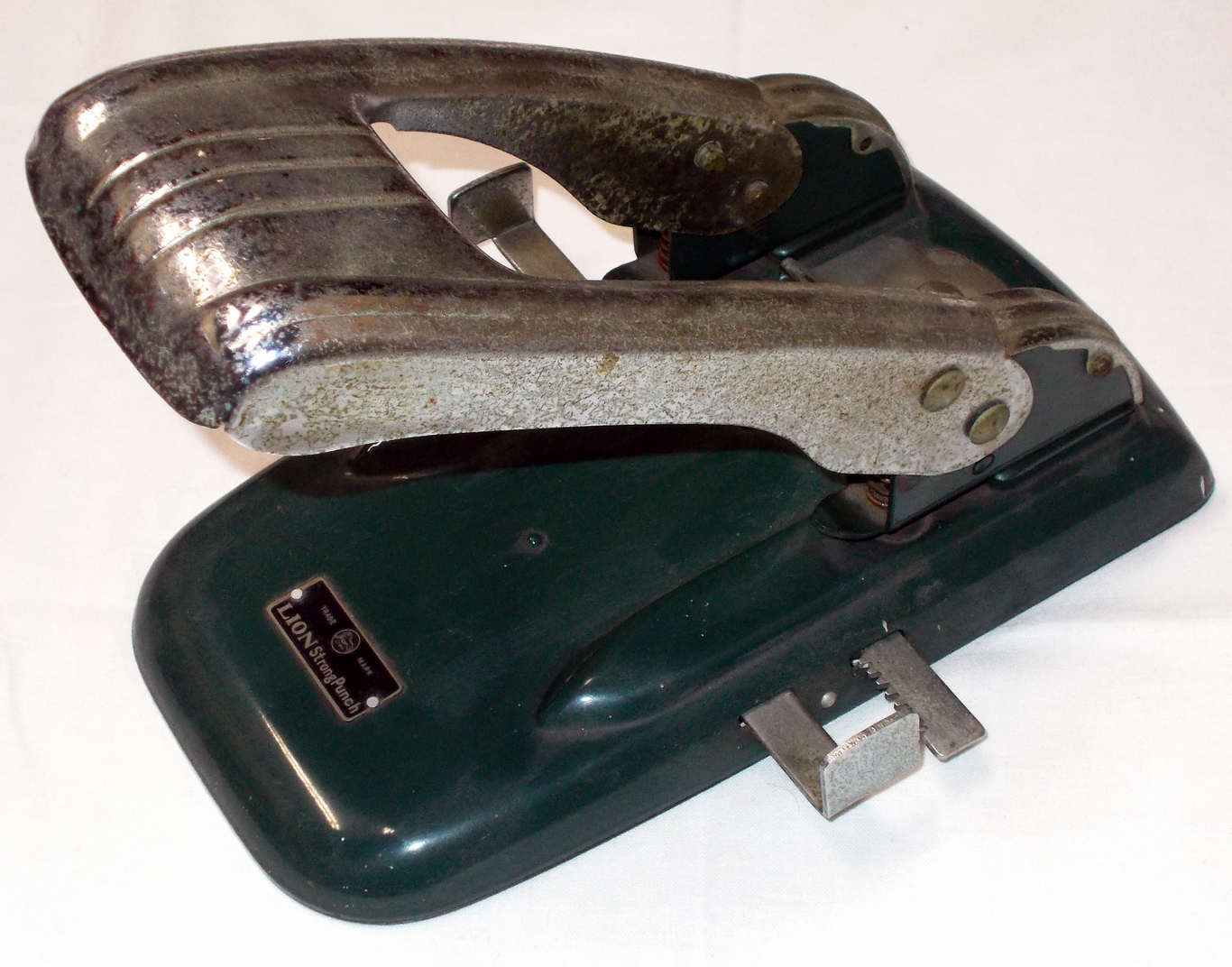
昭和30年代の2穴パンチ

パンチ（英語: hole punch）は、書類等の紙を穿孔する（穴を開ける）ための文房具。
通常はファイルやクリップボード、綴り紐等を用いて書類を綴じるために、紙に丸い穴を開けるための穴あけパンチをいう。パンチャーともいう。なお、主にカード類等の装飾用に用いられる特殊なパンチとして、クラフトパンチ、エンボスパンチ、コーナーパンチがある。

## 概要

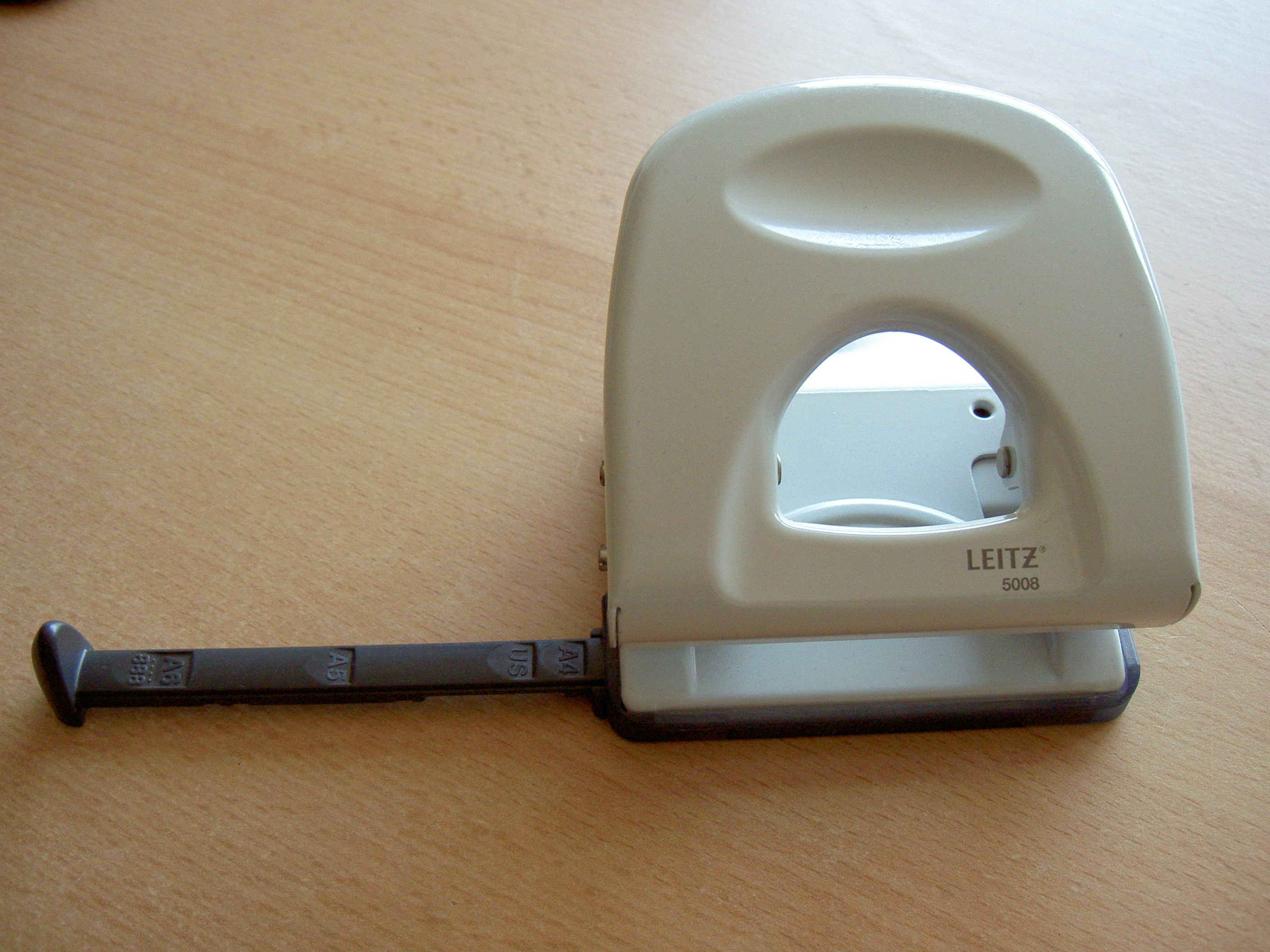
小型の2穴パンチ。サイドゲージを引き出したところ。

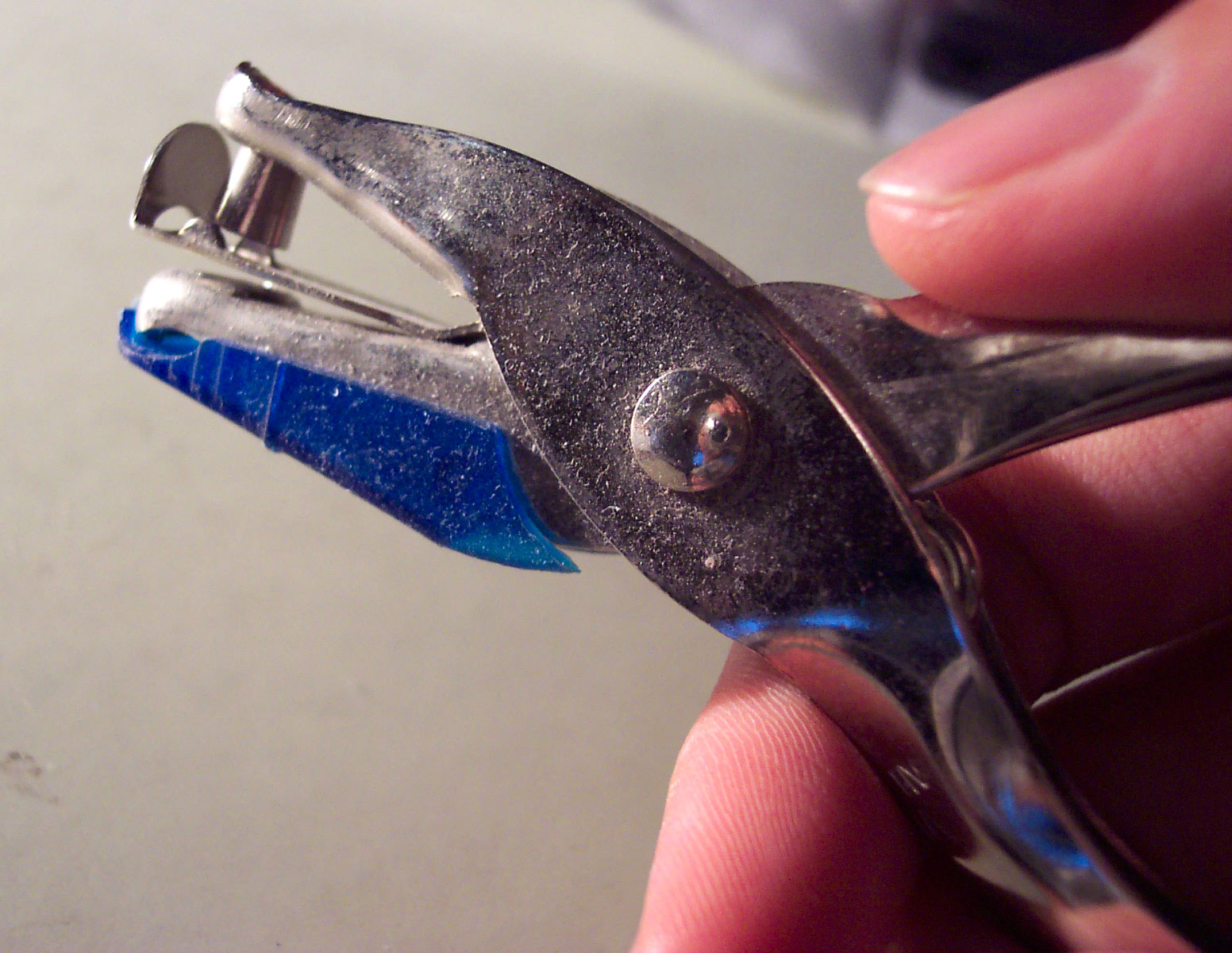
手持ちタイプの1穴パンチ

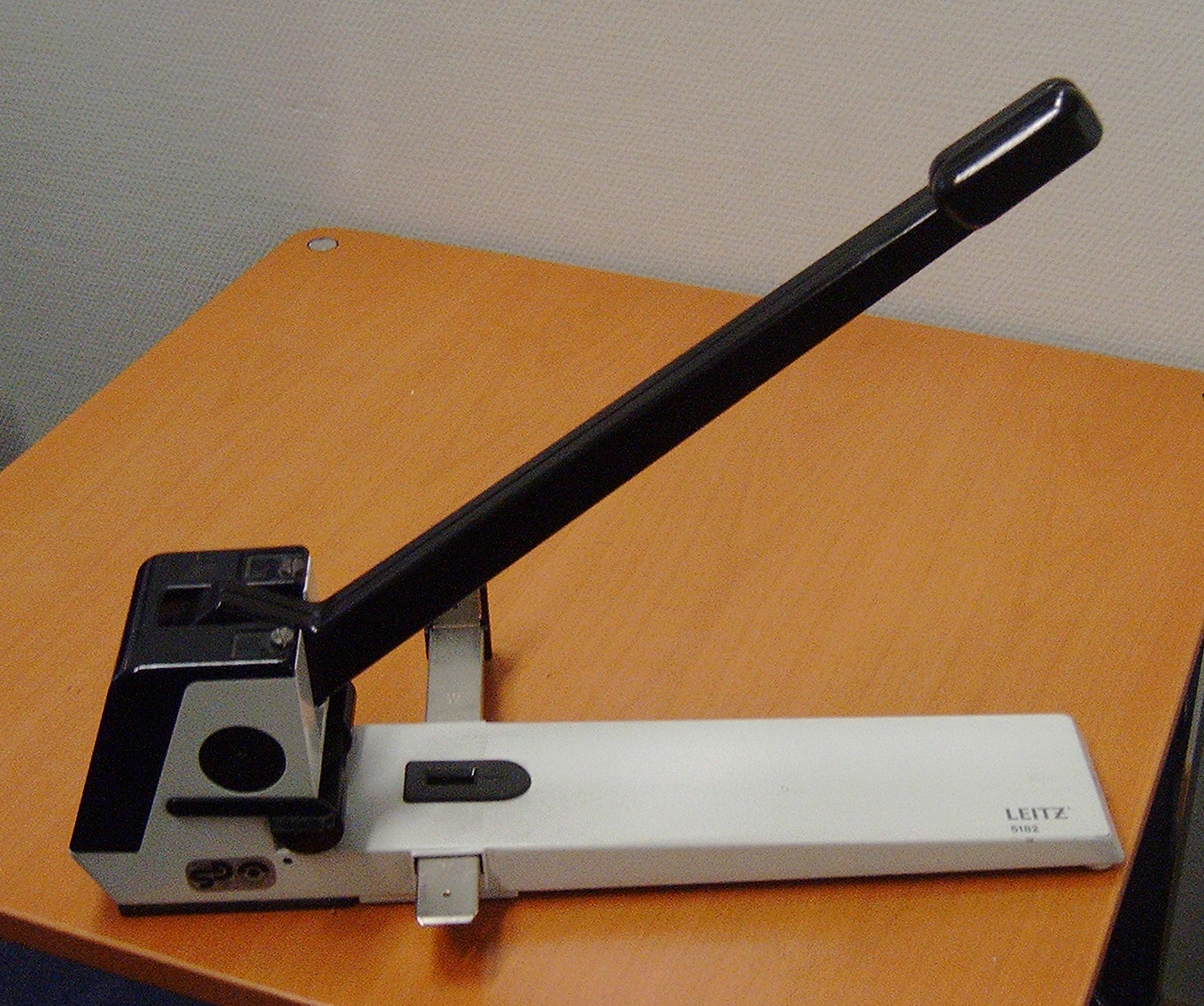
大型のパンチ

側面から見た構造

穴あけパンチは、紙に小さな穴を開けるための文房具である。昔からある千枚通しと用途は同じだが、手動のものは構造にてこの原理が応用されており、より少ない力で済むようになっている。また複数の穴を決まった位置に等間隔であけることができる、刃が露出していないので安全といったメリットもある。ただし、穴の大きさを調節することはできない。
穴あけパンチの刃は通常は円柱状で真円の穴を開けるが、星形や花形の穴を開けるクラフトパンチと呼ばれる特殊な穴あけパンチもある。
なお、電動式のパンチもある。

## 歴史
日本においては1904年（明治37年）、独ゾェネッケンの2穴パンチが輸入されたのが始まりである。事務機械商社の黒沢商店によるもので、同社は国内生産も行った。

## 使用法
穴あけパンチに紙を挟み込んでからハンドルを押し下げると、刃が降りて紙をくりぬくようになっている。ハンドルはてこの原理（第2種てこ）を用いており、少ない力で穴を開けられる。くりぬいた際に生じた紙ゴミは刃の真下の穴から排出され、底面のケースに収められる。
多くの製品は据え置き型であり、側面には、紙の中央に位置を合わせるためのゲージがある。通常は可動式でA4やB5といった目盛りが設けられており、様々な規格の紙に対応できるようになっている。小型の製品ではサイドゲージは省かれていることもあるが、その場合にもパンチの紙をセットする中心部分に矢印等の目印が入っており、紙の真ん中の部分をその目印に合わせることで定位置に穴を開けることができるようになっている（プライヤ型の1穴パンチなど一部の製品を除く）。
なお、パンチで開けた穴に大きな負荷がかかると破れの原因となることからパンチ穴の補強のために専用のドーナツ型のパッチを予め、もしくは後からの補修として貼ることができる。

## 穿孔能力
パンチが一度に穴あけできる枚数（穿孔能力）は製品毎に異なり、製品仕様に「PPC用紙○○枚」のように示されている。机上で用いる小型の製品の能力は、おおむね10枚前後である。大型の製品では、一度に数百枚単位の穴あけが可能なものもある。穿孔能力の高いパンチでは、必要となるてこの効果を得るためにハンドルが大型化しており、それを支えられるよう基部も大きくて重い。さらに強力な製品になると、手動ではなく電動式になる。

## 種類
穴あけパンチには多くの種類が存在するが、主なものを以下に挙げる。
2穴パンチ
2つの穴をあけるもので、事務用品として最も一般的なパンチ。
6穴パンチ
6個の穴を同時にあける。システム手帳に用いられる。
4穴パンチ
4個の穴をあけるパンチ。4穴バインダーで使用するが、2穴の拡張規格になっており、2穴のバインダーにも綴じられる。
3穴パンチ
2穴同様に一般的なファイリング用途で使われる（互換性はない）。北米ではこちらが広く用いられている（#穴の規格を参照）。
1穴パンチ
穴を1個だけあけるパンチ。このタイプは据え置き型以外に、手で持って使うプライヤのような形状の製品がある。さらにハトメを留める器具（ハトメパンチ）と一体化しているものもある。
22穴パンチ、26穴パンチ、30穴パンチ
穴が多いものは多穴パンチとも呼ばれる。22穴はコンピュータバインダー、26穴・30穴はルーズリーフ等で用いられる。より少ない穴の製品に対して、穴の位置に互換性があるものもある。

## 穴の規格
パンチがあける穴の位置やサイズは規格があり、製品が異なっても基本的に共通となっている。

### 国際規格

#### 2穴 (ISO 838)

ISO 838による規定

ファイル用の穴あけについて、最も一般的な規格はISO 838である。この規格では穴は2つで、直径は5.5mm - 6.5mmの範囲と定められている。位置は紙の一番近い端から約12mm(11mm - 13mm) で、2つの穴は紙の軸に対して対称の位置になければならない。また穴同士の距離は穴の中心から計って約8cm(79.5mm - 80.5mm)の範囲とされている。
100mmより大きい紙の規格（例:A7かそれ以上）はすべて、この方式でファイリングできる。文書を印刷する際は20 - 25mmのマージンを設ければ、この方式に対応できる。
日本工業規格においてはJIS S 6041「事務用あなあけ器」が規定されており、穴の規格はISO 838と同じになっている。パンチの品質や試験方法などについても言及されている（なおISO 838がファイル用紙の規格であるのに対し、JIS S 6041はパンチそのものの規格であり、正確には対象が異なる）。

#### 4穴 ("888")
4穴拡張規格もまた、広く使われている。追加の2つの穴は、838規格の2穴のそれぞれ上下8cmの場所にあける。4つの穴で綴じることで安定性が向上する。この規格は8cmの間隔をおいて穴が並ぶため「888」とも呼ばれる。
直接的には4穴パンチを用いるが、2穴の規格と穴の間隔が同じであるため、2穴パンチを2回使うことでも対応できる。2穴パンチにはサイドゲージに「888」の表示を持つものがあり、これはこの用途に用いる（その際の紙のサイズはA4）。

### 北アメリカ

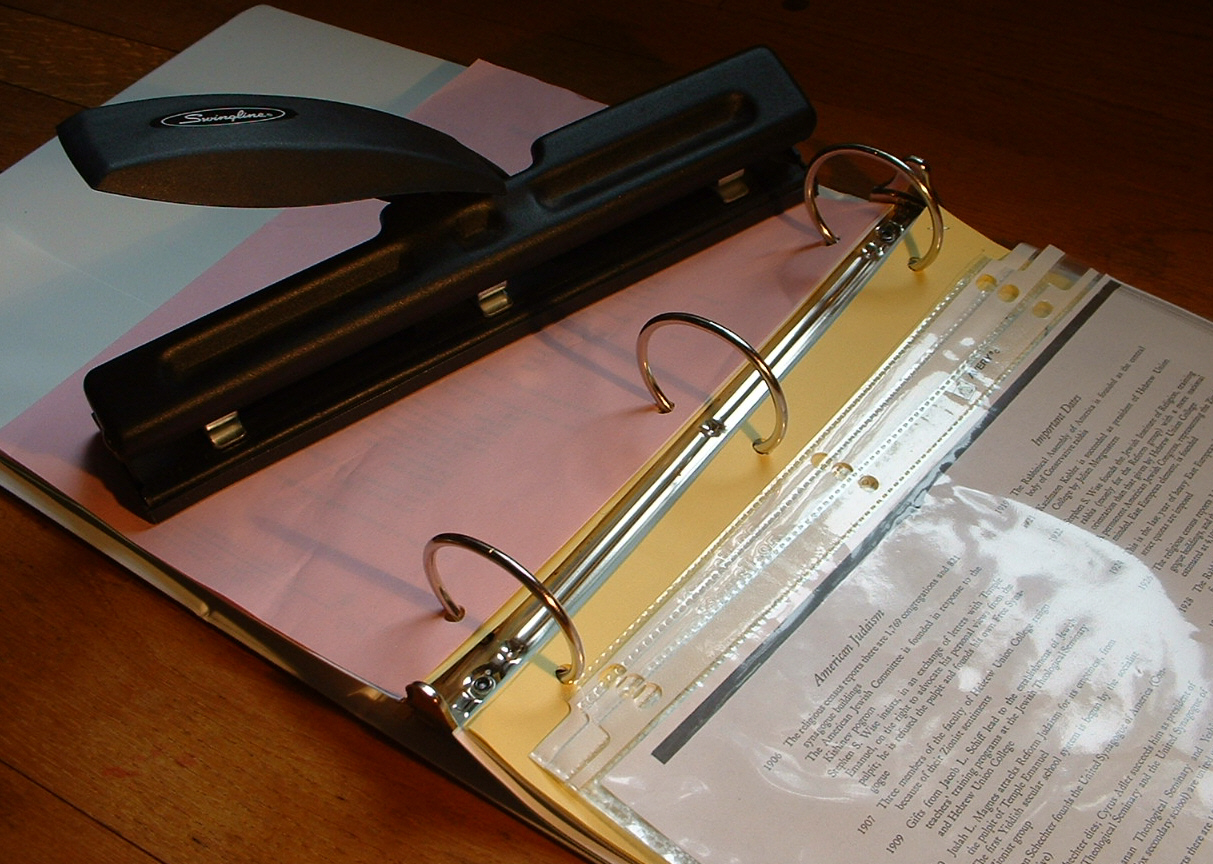
3穴のバインダー

#### 3穴
レターサイズ（216×279 mm; アメリカ合衆国、カナダ、メキシコの一部およびフィリピン）を用いる地域では、3穴方式が広く使われている。穴の位置は対称に、距離は108mmとされている。穴の直径はメーカーによって異なり、典型的には6 - 8mmである（この値はバインダーとパンチ双方で差をよく吸収できるため、広く使われている）。紙の端からの距離もまた異なっているが、12mmが典型的である。
ISO 838と異なり、この方式には確固とした正規の規格というものがない。240mm以上の紙にだけ適用できる。

#### 2穴 (filebinder)
アメリカで使われる別の規格には、「filebinder」方式がある。これは2つの穴を対称の位置に、7cmの距離をおいて開けるものである。

## 特殊なパンチ
穴あけパンチ以外の特殊のパンチとして次のようなものがある。
クラフトパンチ
紙に星形や花形などの特殊な形の穴を開けることができるもの。
エンボスパンチ
紙を切り抜かずに星形や花形などの図柄の凹凸をつけるもの。
コーナーパンチ
紙の角を丸くあるいは柄模様に装飾的に切り抜くもの。コーナーアドナーともいう。